# قائمة لغات البرمجة
إن هدف وجود قائمة بلغات البرمجة هو لاحتواء جميع أسماء لغات البرمجة في منطقة واحدة، سواءً أكانت هذه اللغات قديمة أو حديثة، وبالترتيب الأبجدي الإنجليزي.
ملاحظة: هذه المقالة لا تحتوي على لهجات لغة البيسيك

## A
| - ++A (لغة برمجة) - أ+ (لغة البرمجة) - أ++ - ألف - إيه شارب - A# (Axiom) - نظام أ-0 - آي بي آي بي (لغة برمجة) - أي بي سي - اي بي سي الجول - Abel - ABLE - أبيست - أبسيس - Abundance - اي سي سي (لغة برمجة) - لهجة (لغة البرمجة) - ActForex - Action! - أكشن سكربت - ايس داسال | - اكت 3 - أيدا - أدينين (لغة برمجة) - Afnix - أغورا - AIS Balise - Aikido - ايلف - Alef++ - الف - الغول 58 - الغول 60 - الغول 68 - Alice - Alma-0 - Ambi - Amiga E - AMOS - AMPLE - AngelScript - إيه بي إل (لغة برمجة) - آبل اسكربت - Arc | - آردوينو - ARexx - أرجوس - أرلا (لغة برمجة) - Asp - Assembly (65x02) - Assembly (65816) - Assembly (68000) - Assembly (ARM) - Assembly (PowerPC) - Assembly (SPARC) - Assembly (System 360) - Assembly (Vax 11/785) - Assembly (x86/x64) - ATS - أوتو هوت كي - أوتوات - Averest - أوك - Axum |

## B
| - بي - باش - بيسيك - bc - لغة البرمجة الأساسية المختلطة - BeanShell - Batch (Windows/Dos) | - Bertrand - بيتا (لغة برمجة) - Bigwig - Bistro - BitC - بليس (لغة برمجة) - بلو | - Bon - بوو - Boomerang - BPEL - BUGSYS - BuildProfessional |

## C
| - سي C - سي -- ‏ - سي++ - C++ ISO/IEC 14882 - سي شارب C# - ISO/IEC 23270 - C/AL - Caché ObjectScript - Caml - Cat - Cayenne - Cecil - Cel - Cesil - سي إف إم - Cg - Ch interpreter (C/C++ interpreter) - Chapel - CHAIN - Charity - لغات البرمجة غير الاعتيادية - CHILL - CHIP-8 | - تشومسكي ‏ - CHR - Chrome - ChucK - CICS - اللغة الوسيطة العامة - Cilk - CL (هانيويل) - CL (آي بي إم) - Claire - Clarion - Clean - Clipper - CLIST - كلوجر (لغة برمجة) - نظام برمجة كلو - CMS-2 - كوبول - ISO/IEC 1989 - CobolScript - كوبرا - CODE | - Col - Cola - ColdC - كولدفيوشن - Cool - كومال - كومون ليسب (also known as CL) - COMPASS - Component Pascal - كوميت - Converge - كورال 66 - قائمة محاكيات أنظمة ألعاب الفيديو - CorVision - ديك - COWSEL - سي بي إل ‏ - csh - CSP - CSKA - Csound - Curl - Curry - سيكولن ‏ |

## D
| - دي (لغة برمجة) D - D# - Dao - لغة مواصفات التطبيق الموزعة - DASL - Datapoint's Advanced Systems Language ‏ - DataFlex | - Datalog - DATATRIEVE - dBase - dc - DCL - Deesel (formerly G) - Delphi - Dialect | - دينك سمولوود - Dialog Manager - ديبول - DL/I - DM - DotLisp - ديلان - dylan.NET نسخة محفوظة 3 مايو 2011 على موقع واي باك مشين. - Dynace - DYNAMO |

## E
| - E - Ease - EASY - Easy PL/I ‏ - Easycoder - EASYTRIEVE PLUS ‏ - eC (Ecere C) - إي سي إم ايه سكريبت - Ecol - eDeveloper - Edinburgh IMP | - EGL - إيفل (لغة برمجة) - Einstein - ELAN - elastiC - Elf - Emacs Lisp - Emerald (programming language) - Englesi - Epigram - إرلانج | - Escapade - Escher - ESPOL - Esterel - Etoys - Euclid - أويلر - Euphoria - CMS EXEC - EXEC 2 |

## F
| - F - إف شارب - فاكتور (لغة برمجة) ‏ - Falcon - Fantom - Felix - Ferite - إف بي ‏ - FILETAB - Fjölnir | - إف إل (لغة برمجة) ‏ - Flavors - Flex - FLOW-MATIC - Fly - FOCAL - FOCUS - FOIL - FORMAC - FormWare - @Formula | - فورث - فورتران - ISO/IEC 1539 - فورترس - FoxPro 2 - إف بي (لغة برمجة) ‏ - Franz Lisp - Frink - F-Script - Fuxi |

## G
| - جامباس - GAMS - GAP - برمجة c.n.c - GDL - Gibiane - GJ - جي إل إس إل | - جيم ميكر - جو (لغة برمجة) GO - Go! - GOAL - Gödel - Godiva - Goo | - GOTRAN - GPSS - لغة غريس Grace - علوم الحاسب - GRASS - Green - جروفي Groovy |

## H
| - HAL/S - Handel-C, Celoxica - Harbour - IBM HAScript - هاسكل Haskell - HaXe | - لغة التجميع عالية المستوى - لغة التظليل عالية المستوى - Hop - Hope | - Hume - HyperTalk |

- لغة ترميز النص الفائق

## I
| - IBAL - IBM Basic assembly language - IBM Informix-4GL - آر بي جي - ICI - Icon - Id | - IDL - IMP - Inform - أدب تفاعلي - Io - Ioke | - IPL - IPTSCRAE - آيرن بايثون - ISPF - ISWIM |

## J
| - جيه (لغة برمجة) J (programming language) - جي شارب - J++ - جيد ‏ - جاغيكس - Jako - JAL | - Janus - JASS - جافا Java - جافا سكريبت - JCL - JEAN - Join Java | - JOSS - Joule - جوفيال - Joy - جيه سكريبت - جايثون - JSP - JavaFX Script |

## K
| - K - Kaleidoscope - كاريل (لغة برمجة) ‏ - كاريل ‏ - Kaya | - KEE - Kiev - KIF - Kite - Kogut | - KRC - كريبتون - ksh - كيوكا |

## L
| - L - L#.NET - L++.NET (no longer developed) - لابفيو - برمجة سلمية - Lagoona - LANSA - لاسو - Lava - Leadwerks Script - Leda - ليقو منيدستورمز أر سي إكس | - ليمبو - Limnor - LINC - لينجو - Linoleum - LIS - LISA - Lisaac - Lisp - ISO/IEC 13816 - Lite Clink title - Lithe - Little b ‏ - Logix | - Logo - Logtalk - LOTUS - LPC - LSE - سكندلايف - Lua - Lucid - Lush - Lustre - LYaPAS - لنكس |

## M
| - M - M2001 - M4 - ماد (لغة برمجة) - Magik - Magma - MapBasic - ميبل (برنامج) - MAPPER (يونيسيس) now part of BIS - MARK-IV (Sterling/Informatics) now VISION:BUILDER of CA - ماري (لغة برمجة) - MASM Microsoft Assembly x86 ‏ - ماثماتيكا - ماتلاب - ماكسيما (see also Macsyma) - ثري دي إس ماكس internal language 3D Studio Max - Maya (MEL) ‏ | - MDL - MelloCOMPLEX - ميركوري - ميسا (لغة برمجة) - Mesham - Metafont - MetaL - المجمع الدقيق - MicroScript - MIIS - MillScript - MIMIC - min - Mindscript - Miranda - MIVA Script - أم أل - Moby - Model 204 | - مودولا - Modula-2 - مودولا-3 - لغات برمجة النظام - MOLSF - Mondrian - MOO - Mortran - Moto - ماوس (لغة برمجة) ‏ - أم بي دي (لغة برمجة) - MSIL - deprecated name for اللغة الوسيطة العامة - MSL - MSX BASIC - ممبس - Murphy Language - Mythryl |

## N
| - Napier88 - NATURAL - NEAT chipset - Neko - نيميرل ‏ - NESL - Net.Data - NetLogo | - نيو ليسب - NEWP - NewtonScript - NGL - Nial - Nice - كيث باكارد | - نيم - Nomad2 - Nosica - NPL - NQC - NSIS - Nu - Nusa - NXC |

## O
| - o:XML - Oak - أوبيرون - Object Lisp - لوغو - Object Open Rexx ‏ - أوبجكت باسكال - سي-الكائنية - لغة كامل الموضوعية - Objective-J | - Obliq - Obol - أوكام - occam-π - جنو أوكتف - OmniMark - أونيكس (لغة برمجة) ‏ - Opal | - OpenEdge ABL ‏ - OPL - OpenOffice Basic - OPS5 - Orc - ORCA/Modula-2 - Orwell - Oxygene - Oz |

## P
| - PARI/GP - باسكال - Pascal ISO 7185 - Pawn - PCASTL - PCF - PEARL - بيرل - PDL - بي إتش بي - Phrogram - Pico - Pict - لغات البرمجة غير الاعتيادية - Pike - PIKT - PILOT - Pizza | - PL-11 - PL/0 - PL/B - PL/C - PL/1 ‏ - ISO 6160 - PL/M - PL/P - PL/SQL - PL360 - PLANC - بلانكالكول - PLEX - PLEXIL - Pliant - POP-11 - بوبلوج - بوست سكريبت | - PortablE - Powerhouse - PowerBuilder - 4GL GUI appl. generator from Sybase - PowerScript - PPL - بروسيسنج Processing (programming language) - Prograph - PROIV - برولوغ - Visual Prolog - Promela - Protel - Proteus - ProvideX - Pure - بايثون Python |

## Q
| - Q - Qi | - QtScript - QuakeC - البرمجة الكمومية |

## R
| - آر R - R++ - رابيد (لغة برمجة) - رابرا - راتفور - راتفور - RBScript - rbx.Lua - rc | - ريبول - Redcode - Refal - Reia - Revolution - rex - ري أكس أكس | - Rlab - ROOP - RPG - آر بي إل (لغة برمجة) ‏ - RSL - روبي Ruby - RapidBATCH |

## S
| - أس (لغة برمجة) - S2 - S3 - S-Lang - S-PLUS - SA-C - SAC - سيل SAIL - SALSA - SAM76 - SAS - SASL - Sather - Sawzall - SBL - سكالا Scala - سكيم (لغة برمجة) - سايلاب - سكراتش Scratch - سكربت دوت نت - Sculptor 4GL - محرر التيار (أداة يونكس) | - Seed7 - سيلف - SenseTalk - سيتل - Shakespeare - Shift Script - SiMPLE - SIMPOL - Simscape - SIMSCRIPT - سيمولا - سيميولينك - SISAL - Slate - SLEEP - SLIP - SMALL - سمول توك - أم أل المعيارية - سنوبول(مترجم سبيتبول) - Snow - Snowball | - SNUSP - سواب - SOL - Span - SPARK - Spice - SPIN - SP/k - SPS - Squeak - Squirrel - أس أر SR - أس/أس أل SSL - Strand - Stateflow - Subtext - Suneido - سوبر كليدر ‏ - SuperTalk - SYMPL - SyncCharts - SystemVerilog |

## T
| - تي (لغة برمجة) ‏ - TACL - TACPOL - تادس - TAL - تي سي إل - Tea - TELON - Mainframe Online IMS/COBOL Generator - تيكو (محرر نصوص) | - TELCOMP - gt-Telon - TenCORE - تخ - TEX - TIE - thinBasic programming language ‏ - Timber - توم - TOM | - Topspeed - أداة معالجة النصوص - تراك (لغة برمجة) - تي-سكيول تي-سكيول - TTCN - Turing - TUTOR - TXL |

## U
| - Ubercode - Unicon - Uniface | - uniPaaS - UNITY - شل يونكس | - Unlambda - أنريل إنجن - USE (Regency Systems ‏) |

## V
| - Vala - Genie - فيجوال بيسك للتطبيقات VBA - في بي سكريبت - فيريلوج - في إتش دي إل | - فيجوال بيسك - فيجوال بيزك دوت نت - مايكروسوفت فيجوال سي++ - مايكروسوفت فيجوال سي++ - Visual DataFlex - Visual DialogScript | - فيجوال فوكس برو - Visual J++ - Visual Objects - Vvvv |

## W
| - Water - WATFIV, WATFOR ‏ | - WebQL - Whitespace | - قائمة لغات البرمجة وفق النوع |

## X
| - X++ - X10 - XBL - xHarbour | - XL - XOTcl - XPL | - XPL0 - إكس كويري - XSLT - See إكسباث - XCODE |

## Y
| - Y - يوريك (لغة برمجة) | - YAL - YQL | - Yoix |

## Z
| - Z - تدوين زد - Zeno | - زيغ - Zonnon - ZOPL | - ZPL - ZZT-oop |